# Poddębice
Poddębice – miasto w województwie łódzkim, w powiecie poddębickim, siedziba gminy miejsko-wiejskiej Poddębice, leżące nad Nerem.
Pod względem historycznym Poddębice położone są na dawnej ziemi łęczyckiej. Były miastem szlacheckim. W okresie II wojny światowej w Warthegau (Kraj Warty) pod nazwą Wandalenbrück.
W latach 1975–1998 miasto administracyjnie należało do województwa sieradzkiego.
Według danych GUS z 31 grudnia 2019 r. miasto liczyło 7374 mieszkańców.

## Historia
Pierwsza wzmianka pisana o Poddębicach pochodzi z 1388 r. i zawarta jest w łęczyckich księgach sądowych, wymieniających właścicieli: Wita i Urbana de Podambe. Około 1400 Poddębice otrzymują po raz pierwszy prawa miejskie. W XIV w. należały do wielkopolskiego rodu Chebdów z pobliskiego Niewiesza. W XV w. część Poddębic należała do Poddębskich herbu Pomian, wywodzących się z Chebdów, a część do Oporowskich herbu Sulima. W 1518 dobra te przejęli w drodze ożenku Grudzińscy herbu Grzymała. Na początku XVIII w. od Grudzińskich, poprzez Duninów Poddębice trafiają w ręce Barbary Sanguszkowej. Ostatnimi posiadaczami tych dóbr byli (od 1787) Wyssogota-Zakrzewscy – aż do II wojny światowej.
W listopadzie 1939 Niemcy wcielili Poddębice do Rzeszy Niemieckiej pod nazwą Wandalenbrück. Armia Czerwona zajęła miasto 18 stycznia 1945 roku.
W 1981 oddano do użytku Kombinat Przemysłowej Produkcji Jaj na licencji NRD-owskiej z wylęgarnią kurcząt w Chropach i fermą niosek w Bałdrzychowie. Tuż po oddaniu obiektu do użytku był on krytykowany za wyjątkowo niestaranne wykonanie, brak zaplecza paszowego i koncepcji usuwania odchodów.

### Historia Żydów poddębickich
Dzieje osadnictwa żydowskiego w Poddębicach sięgają XVIII stulecia. Tutejsi Żydzi podlegali pod kahał łęczycki. W 1789 roku w mieście żyło 65 Żydów, stanowiąc 23 procent ogółu mieszkańców. W drugiej połowie XIX wieku powstała samodzielna gmina żydowska. W okresie międzywojennym, w 1921 roku w Poddębicach mieszkało już 1333 Żydów (42% ogółu mieszkańców). W 1934 roku Poddębice odzyskały prawa miejskie. W 1939 roku miasteczko zamieszkiwało około 1600 Żydów.
W 1940 roku Niemcy utworzyli w Poddębicach (w obrębie ulic Sienkiewicza – Ogrodowa – Pułaskiego) getto, w którym uwięziono około 1,5 tysiąca Żydów. W kwietniu 1942 roku zostało ono zlikwidowane, a wszystkich jego więźniów wymordowano w obozie zagłady w Chełmnie nad Nerem.

## Demografia
- Piramida wieku mieszkańców Poddębic w 2014 roku[5].

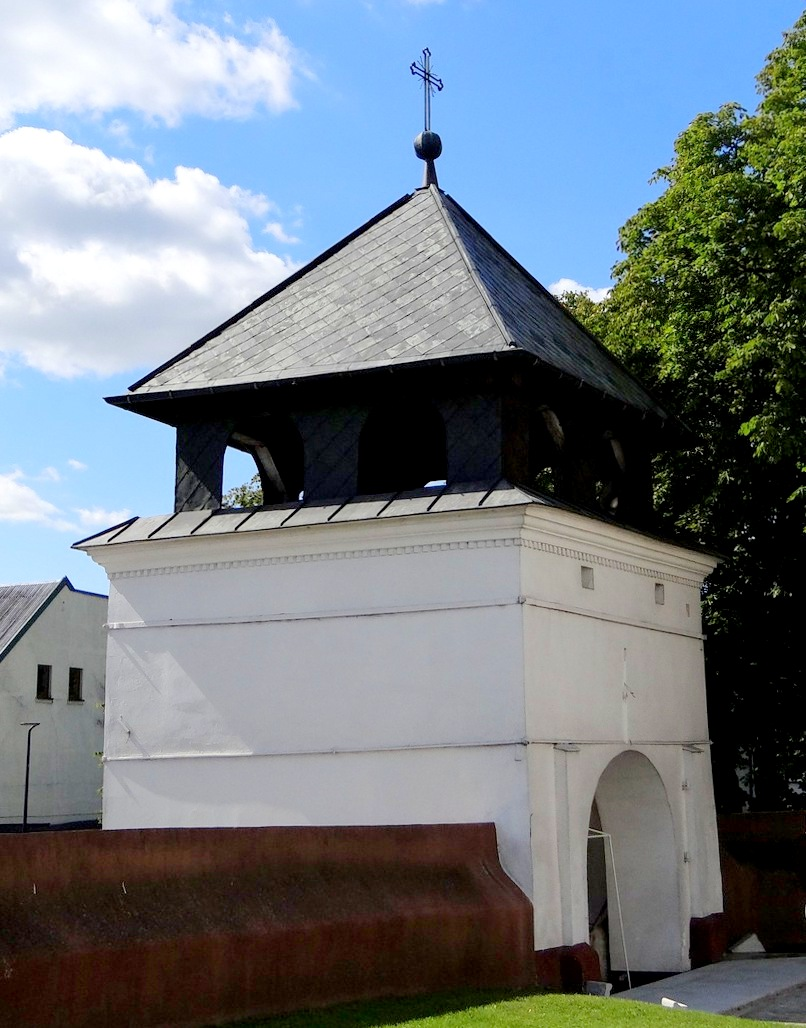
Dzwonnica przy kościele św. Katarzyny

## Zabytki

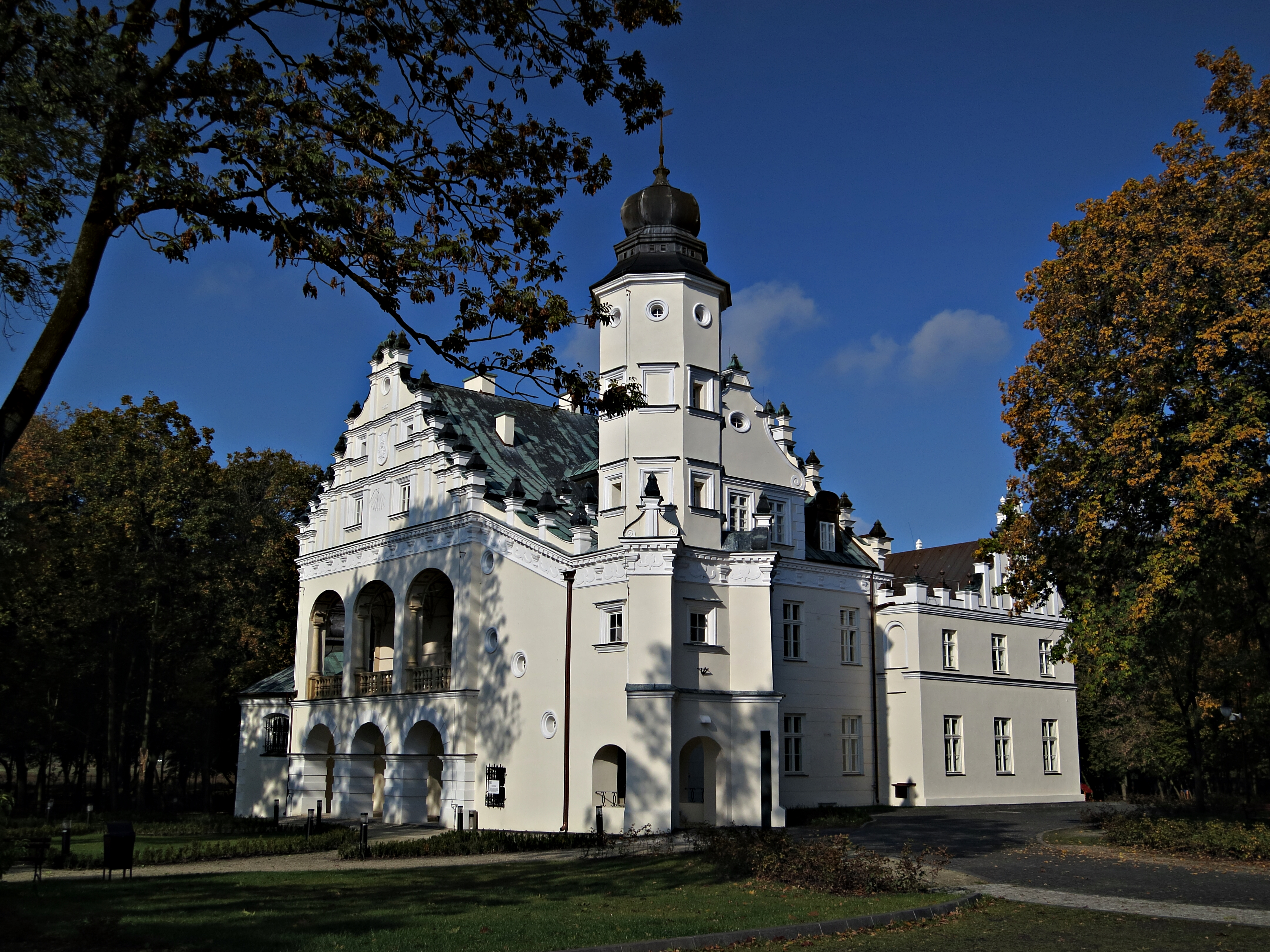
Pałac w Poddębicach

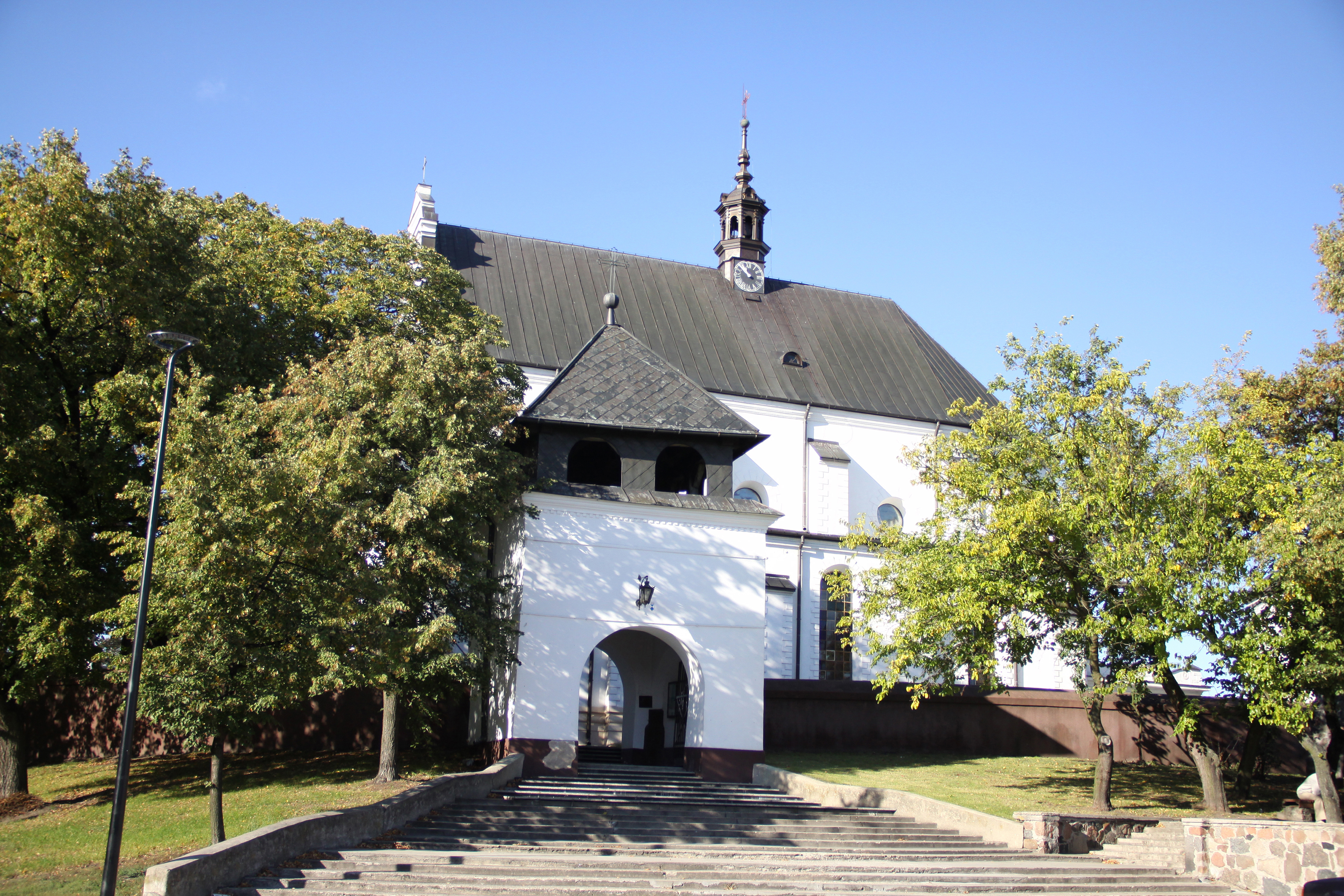
Kościół pw. św. Katarzyny

- Pałac w Poddębicach z epoki renesansu, wzniesiony przed 1617 z fundacji Zygmunta Grudzińskiego,wojewody rawskiego, jednego z przywódców rokoszu Zebrzydowskiego, na fundamentach XV-wiecznego dworu[6]. Budowę kontynuowała jego żona Barbara z Karśnickich herbu Jastrzębiec (zm. po 1625), a następnie syn Stefan (zm. 1640), starosta ujski, pilski i bolimowski. Według informacji z 1928 r., jego właścicielem w tym czasie był prezes miejscowego „Sokoła” – Wł. Wyssogota-Zakrzewski[7]. Jest to budynek piętrowy o dachu dwuspadowym, zamkniętym z dwóch stron dekoracyjnymi szczytami. Od wschodu do głównego budynku przylega wieża o wysokości 17 m. Od zachodu przed 1690 dobudowano ośmioboczną kaplicę z piękną dekoracją wnętrza. Najciekawszym elementem arch. są arkadowe krużganki filarowe, wbudowane w pd. elewację pałacu. Loggia, zbudowana około 1750 została ponownie odkryta w 1952. Na uwagę zasługuje sklepienie loggi – krzyżowe z pseudożebrami i dekoracją w postaci wytłaczanych pereł i jajowników z maszkaronami w zwornikach. Na ścianie południowej odkryto pod tynkiem bardzo interesujące fragmenty dekoracji sgraffitowej o motywach figuralnych. Pałac rozbudowano w XIX w. W pałacowej kaplicy, pokrytej fragmentami XVII-wiecznych fresków, znalazła pomieszczenie izba regionalna. Bogate zdobieniami późnorenesansowych stiuków sklepienie kaplicy przedstawia herby dawnych właścicieli: Pomian, Grzymała, Rola i Jastrzębiec. W izbie mieści się stała wystawa obrazująca dzieje Poddębic i okolicy.
- 100 rocznicę przybycia Marii Konopnickiej do Bronowa upamiętniono w 1962 ustawieniem w pobliżu bramy głazu, pod którym umieszczono garść ziemi z Cmentarza Łyczakowskiego we Lwowie, gdzie poetka została pochowana, zaś na głazie umieszczono tablicę z wierszem poetki:

W kamieniu polnym...
Niech mi kamieniarz lireczkę wyryje,
A niechaj na nim napisu nie kładzie,
Tylko w zakątku, gdzie brzoza szum niesie...
- W centrum miasta stoi kościół św. Katarzyny z ok. 1610 r. fundowany przez Barbarę z Karśnickich Grudzińską „białogłowę cnót wysokich i jałmużnicę wielką” (K. Niesiecki), wzniesiony na miejscu poprzedniego, który już istniał w 1400 r. Budowę ukończył syn Barbary i Zygmunta wojewody rawskiego, Stefan. Kościół pierwotnie jednonawowy, z nawami dobudowanymi w 1895 r. posiada cechy renesansowej architektury sakralnej. Na uwagę zasługuje stiukowa dekoracja wnętrza, złożona z cienkich wałków i rozet. W kartuszach narożnych monogramy Jezusa i Marii oraz herby fundatorów: Grzymała, Lubicz, Pomian i Poraj. Ołtarz główny z 1 poł. XVII w. z rzeźbami świętych, wysokiej wartości artystycznej. Ambona intarsjowana z postaciami 4 ewangelistów oraz motywami roślinnymi. Szereg rzeźb i obrazów z XVII w. do początku XIX w. Dzwonnica murowana z XVII w.
- Na obrzeżach parku miejskiego, przy ulicy Adama Mickiewicza, stoi kościół ewangelicki, zbudowany w 1871 r. Był kościołem parafialnym, obecnie pełni funkcję sali koncertowej oraz pijalni wody termalnej.
- Przy szosie do Łodzi parafialny cmentarz katolicki założony w połowie XIX w. Jest tu mogiła, w której spoczywa 56 powstańców z 1863 (35 n.n.) poległych w bitwach pod Niewieszem, Poddębicami i Dalikowem. W 1917 na mogile tej ustawiono pomnik.
- Przy ulicy Łódzkiej znajdują się też cmentarze: ewangelicki i żydowski. Ten ostatni, zniszczony przez Niemców, jest otoczony opieką Żydów z Izraela i Ameryki. Zachowała się też synagoga.

## Przyroda
Rzeka Ner, w której do 1958 istniało bogate życie biologiczne, stanowiła problem dla miasta, ponieważ była ściekiem przemysłowym i asenizacyjnym Łodzi i Pabianic. Rzeka powoli oczyszcza się, co roku na początku wiosny można zaobserwować łabędzie nieme (Cygnus olor). Miasto leży w niecce kredowej, która w tym miejscu jest wybrzuszona. Zalegający w okolicy płytko kamień kredowy używany był jeszcze w latach powojennych jako materiał budowlany.
Wokół pałacu Zygmunta Grudzińskiego znajduje się park przylegający do Neru, o powierzchni 3,6 ha, z pomnikowymi okazami drzew tworzącymi efektowne skupiska. W pn.-zach. części parku wznosi się wyraźny stok porośnięty sosną zwyczajną z domieszką rzadkiego gatunku sosny czarnej. Do niedawna była tu też lipa o obwodzie pnia prawie 6 m, kępa modrzewia europejskiego, płaczące odmiany wierzby białej, jesionu wyniosłego i brzozy brodawkowatej. Ciekawym fragmentem parku jest wysoka kamienna grota z okazałym jesionem na zapleczu.
Park wraz z Bulwarem nad Nerem stanowią od 2007 roku Poddębicki Zespół Przyrodniczo-Krajobrazowy.
Na przełomie 2009 i 2010 roku w Poddębicach wykonano odwiert o głębokości 2039 m z którego zostaje czerpana woda termalna, która służy do ogrzewania budynków komunalnych i innych gmachów użyteczności publicznej. Woda ta jest również wykorzystywana w Poddębickich Basenach Termalnych.

## Transport

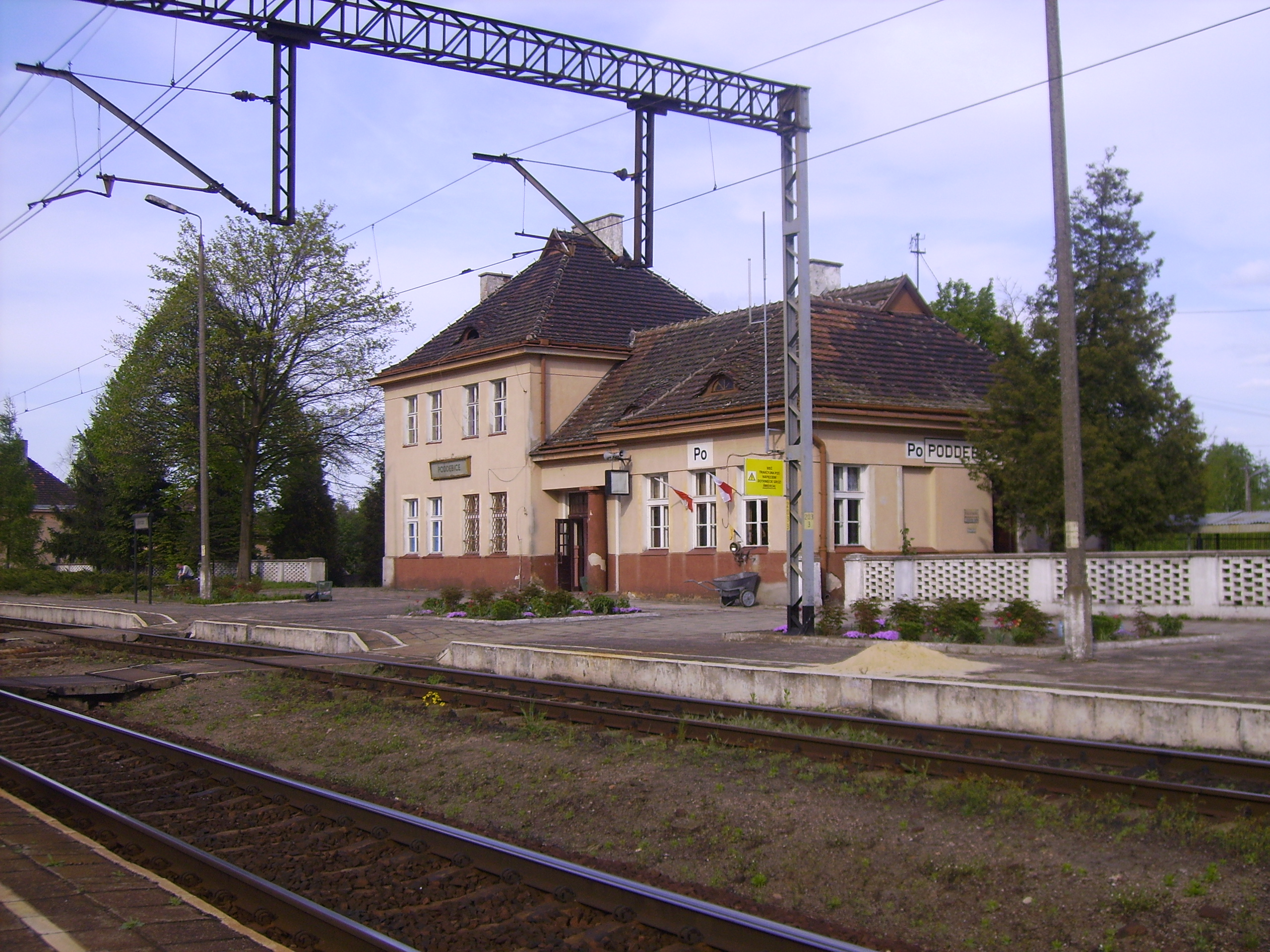
Stacja kolejowa w Poddębicach

Kilometr od miasta przebiega linia kolejowa nr 131 magistrala węglowa, łącząca Górny Śląsk z jego kopalniami węgla kamiennego z portem morskim w Gdyni, na której znajduje się stacja kolejowa Poddębice.
W Poddębicach krzyżują się drogi:
- droga krajowa nr 72: Konin – Turek – Uniejów – Łódź – Brzeziny – Rawa Mazowiecka
- droga wojewódzka nr 703: Porczyny – Poddębice – Stary Gostków – Łęczyca – Piątek – Łowicz

10 kilometrów na północ od miasta, przy drodze na Łęczycę, znajduje się węzeł drogowy Wartkowice ze zjazdem na autostradę A2, łączącą Poznań z Łodzią i Warszawą.

## Turystyka

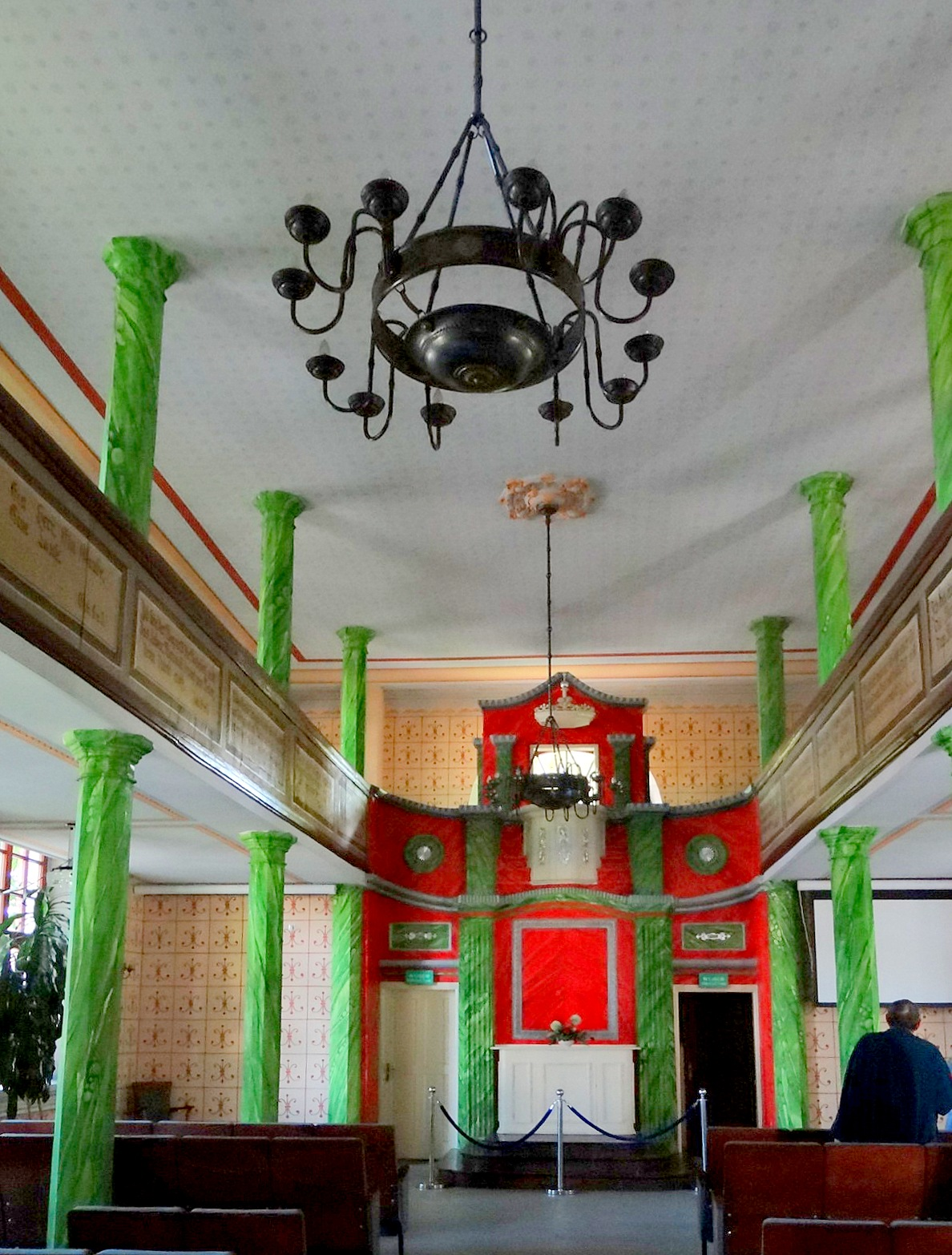
Pijalnia Wód Termalnych w dawnym kościele ewangelickim

W Poddębicach zaczyna się znakowany na niebiesko  szlak turystyczny im. Marii Konopnickiej długości 14 km, prowadzący do Bronowa.
- Po Ziemi Poddębickiej. Długość szlaku wynosić będzie 131,7 km (powiat), w tym na terenie Gminy Poddębice – 37,6 km. Szlak będzie się rozpoczynał w Poddębicach i przebiegał przez Pragę, Bałdrzychów i Businę. Drugi odcinek przecinał będzie wsie Góra Bałdrzychowska i Kałów.
- Gorących Źródeł. Długość szlaku wynosić będzie 136,5 km. Przebiega przez Poddębice, Dalików, Pęczniew, Uniejów, Wartkowice, Zadzim.

## Kultura
- Poddębicki Dom Kultury i Sportu
- Miejska i Gminna Biblioteka Publiczna
- Biblioteka Pedagogiczna
- Pijalnia Wód Termalnych

## Sport
W mieście, od 1958 roku, działa klub piłki nożnej, LKS Termy Poddębice, występujący obecnie (sezon 2024/2025) w IV lidze, gr. łózkiej.

## Wspólnoty wyznaniowe

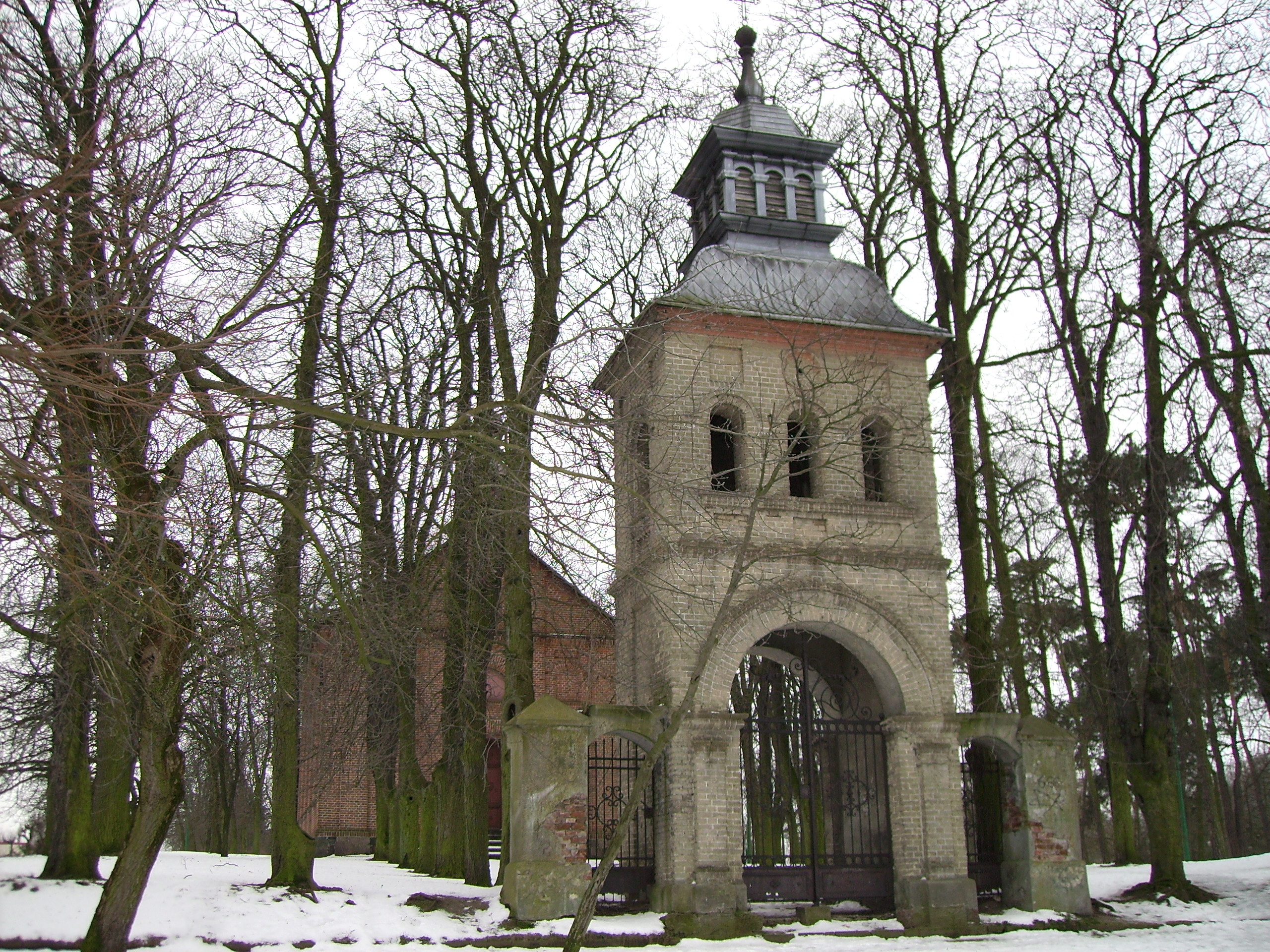
Dzwonnica kościoła ewangelickiego, w głębi zbór ewangelicki

Na terenie miasta działalność religijną prowadzą następujące kościoły i związki wyznaniowe:
- Kościół Rzymskokatolicki
  - Parafia Świętej Katarzyny w Poddębicach
- Kościół Ewangelicko-Augsburski
  - Parafia Ewangelicko-Augsburska w Poddębicach
- Kościół Chrześcijan Dnia Sobotniego
  - Zbór Kościoła Chrześcijan Dnia Sobotniego w Poddębicach
- Świadkowie Jehowy
  - zbór Poddębice (Sala Królestwa)[9].

## Edukacja
- Szkoła Podstawowa im. Lotników Polskich
- Liceum Ogólnokształcące im. Marii Konopnickiej
- Zespół Szkół Ponadgimnazjalnych im. Jana Pawła II